# Bykowicze
Bykowicze (biał. Быковічы, Bykowiczy; ros. Быковичи, Bykowiczi) – wieś na Białorusi, w obwodzie grodzieńskim, w rejonie korelickim, w sielsowiecie Jeremicze, nad doliną Niemna.

## Historia
W XIX i w początkach XX w. położone były w Rosji, w guberni mińskiej, w powiecie nowogródzkim, w gminie Jeremicze. 
W dwudziestoleciu międzywojennym leżały w Polsce, w województwie nowogródzkim, w powiecie stołpeckim, w gminie Jeremicze/Turzec. W 1921 miejscowość liczyła 353 mieszkańców, zamieszkałych w 67 budynkach, wyłącznie Białorusinów wyznania prawosławnego.
Po II wojnie światowej w granicach Związku Sowieckiego. Od 1991 w niepodległej Białorusi.